# Bougainvillia frondosa
Bougainvillia frondosa är en nässeldjursart som beskrevs av Mayer 1900. Bougainvillia frondosa ingår i släktet Bougainvillia och familjen Bougainvilliidae. Inga underarter finns listade i Catalogue of Life.